# (543376) 2014 BE70
(543376) 2014 BE70 est un transneptunien faisant partie des objets épars, de magnitude absolue 6,0.
Son diamètre est estimé à 250 km.